# オクタフルオロキュバン
オクタフルオロキュバン（octafluorocubane）またはペルフルオロキュバン（perfluorocubane）は、分子式C
8F
8の有機フッ素化合物であり、8個の炭素原子が立方体状に組み合わさり、それぞれの頂点にフッ素原子が付いた構造をしている。無色の昇華性固体である。長年理論的な興味の対象であったが、2022年に初めて合成された。X線結晶構造解析によれば、C–C結合距離（1.572 Å）は母化合物のキュバンにおける結合距離と等しい。
オクタフルオロキュバンはその特異な電子構造により、理論化学者から興味を持たれ、2008年には内部に電子を受容することが理論的に予測された。実際、合成されたオクタフルオロキュバンは一電子還元を受け易く、立方体内部に電子を捕捉した陰イオンC8F−
8を形成する。
オクタフルオロキュバンはChemical & Engineering News（米国化学会が発行する週刊誌）によって2022年の「今年の分子」に選ばれ、読者によるお気に入り分子の投票では第1位となった。

## 推薦文献
- 杦山真史・秋山みどり・岡添　隆「【解説】前人未踏の全フッ素化キュバンの合成に成功!!――立方体型分子に電子を閉じ込めた状態を観測」『化学』第78巻第2号、化学同人、2023年、12-16頁。
- DAICHAN (2022年10月1日). “電子を閉じ込める箱: 全フッ素化キュバンの合成”. Chem-Station. 2023年1月20日閲覧。